# Seksdagesløbet i Rotterdam
Seksdagesløbet i Rotterdam (nederlandsk: Zesdaagse van Rotterdam) er et seksdagesløb afholdt årligt i Rotterdam, Holland i Rotterdam Ahoy. Det blev for første gang afholdt i 1936.

## Vindere
| År      | Vindere                                          | Andenplads                                      | Tredjeplads                                          |
| ------- | ------------------------------------------------ | ----------------------------------------------- | ---------------------------------------------------- |
| 1936    | Jan Pijnenburg (NED) Cor Wals (NED)              | Adolphe Charlier (BEL) Frans Slaats (NED)       | Kees Pellenaars (NED) Adolf Schön (GER)              |
| 1937    | Albert Buysse (BEL) Albert Billiet (BEL)         | Kees Pellenaars (NED) Adolf Schön (GER)         | Louis van Schijndel (NED) Frans Van Den Broeck (NED) |
| 1938-67 | Ikke arrangeret                                  | Ikke arrangeret                                 | Ikke arrangeret                                      |
| 1968    | Peter Post (NED) Patrick Sercu (BEL)             | Klaus Bugdahl (FRG) Leo Duyndam (NED)           | Gérard Koel (NED) Sigi Renz (FRG)                    |
| 1969    | Romain Deloof (BEL) Peter Post (NED)             | Klaus Bugdahl (FRG) Gérard Koel (NED)           | Freddy Eugen (DEN) Graeme Gilmore (AUS)              |
| 1970    | Ikke arrangeret                                  | Ikke arrangeret                                 | Ikke arrangeret                                      |
| 1971    | Peter Post (NED) Patrick Sercu (BEL)             | Leo Duyndam (NED) René Pijnen (NED)             | Sigi Renz (FRG) Theo Verschueren (BEL)               |
| 1972    | Leo Duyndam (NED) René Pijnen (NED)              | Klaus Bugdahl (FRG) Dieter Kemper (FRG)         | Graeme Gilmore (AUS) Alain Van Lancker (FRA)         |
| 1973    | Leo Duyndam (NED) René Pijnen (NED)              | Eddy Merckx (BEL) Patrick Sercu (BEL)           | Albert Fritz (FRG) Dieter Kemper (FRG)               |
| 1974    | Leo Duyndam (NED) René Pijnen (NED)              | Eddy Merckx (BEL) Patrick Sercu (BEL)           | Jacky Mourioux (FRA) Alain Van Lancker (FRA)         |
| 1975    | Leo Duyndam (NED) Gerben Karstens (NED)          | René Pijnen (NED) Roy Schuiten (NED)            | Patrick Sercu (BEL) Alain Van Lancker (FRA)          |
| 1976    | Eddy Merckx (BEL) Patrick Sercu (BEL)            | Günter Haritz (FRG) René Pijnen (NED)           | Leo Duyndam (NED) Gerben Karstens (NED)              |
| 1977    | Danny Clark (AUS) René Pijnen (NED)              | Günter Haritz (FRG) Dietrich Thurau (FRG)       | Freddy Maertens (BEL) Patrick Sercu (BEL)            |
| 1978    | Danny Clark (AUS) René Pijnen (NED)              | Albert Fritz (FRG) Wilfried Peffgen (FRG)       | Gerben Karstens (NED) Roy Schuiten (NED)             |
| 1979    | Albert Fritz (FRG) Patrick Sercu (BEL)           | Gerrie Knetemann (NED) René Pijnen (NED)        | Donald Allan (AUS) Danny Clark (AUS)                 |
| 1980    | René Pijnen (NED) Jan Raas (NED)                 | Donald Allan (AUS) Danny Clark (AUS)            | Albert Fritz (FRG) Patrick Sercu (BEL)               |
| 1981    | Donald Allan (AUS) Danny Clark (AUS)             | René Pijnen (NED) Jan Raas (NED)                | Albert Fritz (FRG) Patrick Sercu (BEL)               |
| 1982    | René Pijnen (NED) Patrick Sercu (BEL)            | Albert Fritz (FRG) Dietrich Thurau (FRG)        | Donald Allan (AUS) Danny Clark (AUS)                 |
| 1983    | René Pijnen (NED) Patrick Sercu (BEL)            | Gert Frank (DEN) Jan Raas (NED)                 | Donald Allan (AUS) Danny Clark (AUS)                 |
| 1984    | Urs Freuler (SUI) René Pijnen (NED)              | Horst Schütz (FRG) Gary Wiggins (AUS)           | Albert Fritz (FRG) Dietrich Thurau (FRG)             |
| 1985    | Danny Clark (AUS) René Pijnen (NED)              | Stan Tourné (BEL) Etienne De Wilde (BEL)        | Roman Hermann (LIE) Gerrie Knetemann (NED)           |
| 1986    | Danny Clark (AUS) Francesco Moser (ITA)          | René Pijnen (NED) Eric Vanderaerden (BEL)       | Bert Oosterbosch (NED) Dietrich Thurau (FRG)         |
| 1987    | Pierangelo Bincoletto (ITA) Danny Clark (AUS)    | Josef Kristen (FRG) Teun van Vliet (NED)        | Roman Hermann (LIE) Peter Stevenhaagen (NED)         |
| 1988    | Danny Clark (AUS) Tony Doyle (GBR)               | Roman Hermann (LIE) Teun van Vliet (NED)        | Stan Tourné (BEL) Etienne De Wilde (BEL)             |
| 2005    | Robert Slippens (NED) Danny Stam (NED)           | Bruno Risi (SUI) Kurt Betschart (SUI)           | Jimmi Madsen (DEN) Jakob Piil (DEN)                  |
| 2006    | Robert Slippens (NED) Danny Stam (NED)           | Matthew Gilmore (BEL) Iljo Keisse (BEL)         | Robert Bartko (GER) Andreas Beikirch (GER)           |
| 2007    | Robert Bartko (GER) Iljo Keisse (BEL)            | Danny Stam (NED) Marco Villa (ITA)              | Bruno Risi (SUI) Franco Marvulli (SUI)               |
| 2008    | Danny Stam (NED) Leif Lampater (GER)             | Bruno Risi (SUI) Franco Marvulli (SUI)          | Iljo Keisse (BEL) Robert Bartko (GER)                |
| 2009    | Peter Schep (NED) Juan Llaneras (ESP)            | Bruno Risi (SUI) Danny Stam (NED)               | Leif Lampater (GER) Franco Marvulli (SUI)            |
| 2010    | Danny Stam (NED) Iljo Keisse (BEL)               | Bruno Risi (SUI) Franco Marvulli (SUI)          | Michael Mørkøv (DEN) Alex Rasmussen (DEN)            |
| 2011    | Danny Stam (NED) Léon van Bon (NED)              | Robert Bartko (GER) Pim Ligthart (NED)          | Michael Mørkøv (DEN) Jens-Erik Madsen (DEN)          |
| 2012    | Peter Schep (NED) Wim Stroetinga (NED)           | Jens Mouris (NED) Franco Marvulli (SUI)         | Yoeri Havik (NED) Danny Stam (NED)                   |
| 2013    | Iljo Keisse (BEL) Niki Terpstra (NED)            | Peter Schep (NED) Wim Stroetinga (NED)          | Yoeri Havik (NED) Nick Stöpler (NED)                 |
| 2014    | Niki Terpstra (NED) Iljo Keisse (BEL)            | Kenny De Ketele (BEL) Jasper De Buyst (BEL)     | Michael Mørkøv (DEN) Alex Rasmussen (DEN)            |
| 2015    | Niki Terpstra (NED) Iljo Keisse (BEL)            | Michael Mørkøv (DEN) Alex Rasmussen (DEN)       | David Muntaner (ESP) Albert Torres (ESP)             |
| 2016    | Sebastian Mora (ESP) Albert Torres (ESP)         | Morgan Kneisky (FRA) Christian Grasmann (GER)   | Niki Terpstra (NED) Yoeri Havik (NED)                |
| 2017    | Christian Grasmann (GER) Roger Kluge (GER)       | Michael Mørkøv (DEN) Lasse Norman Hansen (DEN)  | Dylan van Baarle (NED) Wim Stroetinga (NED)          |
| 2018    | Kenny de Ketele (BEL) Moreno De Pauw (BEL)       | Yoeri Havik (NED) Wim Stroetinga (NED)          | Morgan Kniesky (FRA) Benjamin Thomas (FRA)           |
| 2019    | Niki Terpstra (NED) Thomas Boudat (FRA)          | Lasse Norman Hansen (DEN) Marc Hester (DEN)     | Yoeri Havik (NED) Wim Stroetinga (NED)               |
| 2020    | Yoeri Havik (NED) Wim Stroetinga (NED)           | Moreno De Pauw (BEL) Jan-Willem van Schip (NED) | Kenny De Ketele (BEL) Robbe Ghys (BEL)               |
| 2021    | Ikke arrangeret pga. coronaviruspandemien        | Ikke arrangeret pga. coronaviruspandemien       | Ikke arrangeret pga. coronaviruspandemien            |
| 2022    | Yoeri Havik (NED) Niki Terpstra (NED)            | Lindsay De Vylder (BEL) Jules Hesters (BEL)     | Elia Viviani (ITA) Vincent Hoppezak (NED)            |
| 2023    | Yoeri Havik (NED) Jan-Willem van Schip (NED)     | Lindsay De Vylder (BEL) Jules Hesters (BEL)     | Vincent Hoppezak (NED) Philip Heijnen (NED)          |
| 2024    | Michael Mørkøv (DEN) Tobias Aagaard Hansen (DEN) | Yoeri Havik (NED) Jan-Willem van Schip (NED)    | Vincent Hoppezak (NED) Philip Heijnen (NED)          |